# 姓名决定论
姓名决定论是1994年《新科學人》杂志率先提出的假说，声称人类倾向根据姓名选择适合的职业方向。该杂志行文幽默的“反馈”专栏指出，许多研究人员的姓氏与研究领域非常契合。例如丹尼尔·斯诺曼曾出版极地探索著作，研究员斯普拉特曾与他人合作发表泌尿学文章。结合类似事例，人们不禁猜测姓名与职业或存在心理关联。《新科学人》提出假说后持续收到读者反馈例证，据此不定期重新讨论主题。姓名决定论同标名联系密切，但含义有区别。姓名决定论关注姓名与职业的因果关系，标名仅指人名同职业贴合，不考虑贴合原因。
西格蒙德·弗洛伊德的姓氏有“快乐”之意，心理学家卡尔·荣格据此提出人类倾向根据姓氏选择职业。少量现代实证研究表明，有些职业从业人员姓名与职业相符的比例很高，但这些研究的取样手段尚有争议。姓名决定论可能是内隐自大的产物，该假说认为人类会下意识地对自身相关事物感兴趣。

## 背景
早在人类自行选择与姓名相符的工作前，许多人就因职业得名:2，人类起名思路随时代变化:11。城市诞生前人们通常只有单名，如“伯恩哈德”就是常见的盎格鲁-撒克逊人名:68。取单名时通常考虑含义或当成昵称:68, 71。诺曼征服英格兰后，英格兰人开始在单名后增加姓氏，此前只有少数人名包含不传给后代的绰号:68，如“剛勇者愛德蒙”:68。姓氏先是根据人的身份所起，有些源于父名，例如威廉之子约翰就叫“约翰·威廉森”）；有些是职业描述，如“约翰·卡朋特”；有些代表性格或特点，如“约翰·隆”；还有些是地点，例如名叫约翰的阿克顿人士就叫“约翰·阿克顿”:2。人类14世纪中期才逐渐开始把名字传给后人:viii，其中又以贸易、工艺相关姓氏率先进入传承，这主要是因为工艺往往在家族内部代代相传:143。商人不一定追随父辈脚步，故姓名与职业的匹配度随时间推移下降:11，例如14世纪的“香料商罗杰·卡朋特”:143。
除职业外，人们起名时往往重点考虑辞汇的广泛含义。17世纪英格兰人普遍认为给子孙取名要慎重，后辈应该根据姓名含义或包含的信息生活。1652年，英格兰神职人员威廉·詹金宣称，名字应当“像手指缠绕的线，提醒我们来到世上要为天神做什么”。1623年，清教徒开始起名“费斯”、“福蒂图德”、“格雷斯”，英格兰历史学家威廉·卡姆登宣称，人的行为可能受人名导向，所以应该选择含义“美好、亲切”的名字:14。随着大英帝国崛起，英语姓氏和起名思路传遍全球大部分地区。
20世纪初，英语三大姓氏有两个源自职业，分别是“史密斯”和“泰勒”，不过确是铁匠或裁缝的没几个:43–44。姓名与职业的确出现对应关系时便引起关注，1888年《肯特人记事本》杂志列出名单，其中好几位运货马车夫叫“卡特”，经营男式紧身裤的叫“霍兹古德”，拍卖商叫“塞尔斯”，还有叫“卡夫”的布料经销商。此后，各种指代姓名与职业密切关系的名词应运而生。“标名”据信是20世纪初美国报纸专栏作家富兰克林·亚当斯所创，语言学家弗兰克·纽塞尔1992年新创，与亚当斯的“标名”原文相比只缺字母。其他同义词如、（字面意“完美契合姓氏”，简称)。文艺研究领域把姓名与人物特征非常契合的情况称为“个性化诨名”，许多名家经常采用这种文体手段，如查尔斯·狄更斯就在《艰难时世》为满心算计的专横校长起名“葛擂硬”；威廉·莎士比亚在《冬天的故事》为流落民间的公主起名“珀迪塔”，该名源自拉丁语，意为“流失者”。有些人名意在逗趣，如约瑟夫·海勒著作《第22条军规》人物梅杰·梅杰·梅杰少校，父亲给他取名“梅杰·梅杰·梅杰”，入伍后军方配备的IBM计算机“幽默感像他父亲一般敏锐”，马上就把他晋升少校。标名不考虑因果关系，如为什么姓名与职业相符，这与“姓名决定论”不同。
标名的幽默潜力引起许多报纸关注。《旧金山纪事报》专栏作家赫布·凯恩不定期公布读者提供的例证，代课教师“菲林”、钢琴教师“佩兴丝·斯凯尔斯”、鼓吹摇滚乐邪恶论的聖座代言人“卡迪纳尔·拉普桑”。鲍勃·列维（Bob Levey）有时也在《华盛顿邮报》专栏刊登读者发来的例子，如食品业顾问“费斯·波普科恩”、名叫“萨金特”的部队中尉、税务会计师“谢尔比·戈德格拉布”。荷兰《誓言报》提供不定期专栏“名即标志”，公布荷兰语姓名与职业相符的例证。姓名收藏爱好者不甘人后，出版标名著作。专有名词学者伦内克呼吁进一步验证报纸专栏与图书刊登的标名事例，科学、医学、法律著作往往参考文献易于验证，列出的标名更可信。

## 定义
姓名决定论假说声称人类倾向根据姓名选择适合的职业方向。人们可能是在潜意识影响下选择与姓名相符的工作。姓名决定论与标名的主要区别在于前者关注因果关系。
1994年英国《新科學人》杂志“回馈”专栏率先提出姓名决定论，主编约翰·霍兰德在11月5日的杂志写道：
我们最近偶然看到新书《极地方位——两极地区与地球未来》，作者是丹尼尔·斯诺曼。几周前我们又收到理查德·特伦奇等人的著作《伦敦城下的伦敦——地下世界指南》。曼彻斯特大学的詹·亨特在十月《心理学家》 发文称：“作家倾向选择与姓氏相符的研究领域”，结合上述事例显得很有意思。亨特援引《英国泌尿科期刊》文章为例，作者分别姓“斯普拉特”和“威登”。
我们感觉现在应当仔细论证，在此邀请各位提供科技领域实例（请附上佐证），以及您对这种情况发生原因的看法。
“反馈”专栏主编霍兰德与迈克·霍尔德内斯随后采纳读者卡沃纽斯提出的“姓名决定论”为假说命名，在12月17日《新科学人》首度刊发。此后数十年间杂志多次想要中止话题，但读者持续发来引人好奇的范例，如回答记者事涉关塔那摩湾拘押中心提问的美国海军发言人麦克·卡夫卡中校，《帝国动物》的作者莱昂内尔·泰格尔与罗宾·福克斯，英国警察局长协会刀具罪案科发言人阿尔弗雷德·希区柯克。
自《新科学人》提出假说伊始，“姓名决定论”就专指姓名与职业相符的情况。杂志编辑向其他报纸投稿时大多坚持上述范围，仅罗杰·海菲尔德在《标准晚报》的专栏还包含“人生关键特征”。
《新科学人》提出假说前，已有其他辞汇指代类似心理影响。罗伯塔·弗兰克早在1970年就提出“专有名词决定论”。德国心理学家威廉·施特克尔1911年提出“名字义务论”。湯姆·斯托帕德1972年剧作《江珀》提出“姓氏综合症”。古罗马时期人们就用拉丁短语代指人名的预测功能，短语意为“名即标志”，在英语、法语、德语、意大利语、荷兰语、斯洛文尼亚语沿用至今。
《新科学人》为姓名与职业冲突的情况造词“反姓名决定论”，如安德鲁·沃特豪斯之名与职业葡萄酒教授毫无关系，准备当医生的托马斯·爱德华·基尔随后改姓“吉尔格森”，马尼拉大主教辛海棉。此外，《新科学人》多年来从不同方向探讨姓名决定论，如“拟声词姓名决定论”就以欧洲空间局首席任务科学家贝尔纳·富万为例；又如“姓名不确定论”，实例包括成千上万的科学论文，作者姓氏既有“王”，又有“赖特”；还有“职业优先论”，意指人的品味受职业影响，如警察喜欢约翰·康斯特勃的画作，画家姓氏原文意为“警员”。部分文献还曾以同义词指代“反姓名决定论”。

## 研究

### 理论框架
德国心理学家20世纪初就开始探讨姓名对决策的影响，是率先涉足该领域的科学家。斯特克尔以强迫行为和职业选择为背景提出“姓名义务论”；卡尔·亚伯拉罕认为，如果先祖的姓名与职业契合，继承事业的后辈就可能受姓名导向作用显著影响。他进一步推断，如果姓名与职业契合，家族可能会在一定程度上尽力实现名字代表的抱负。1952年卡尔·荣格在共時性理论著作援引斯特克尔的说法，著作理论代表没有因果关系却看似存在某种关联的事物：
斯特克尔的“姓名强迫论”令我们颇感进退两难，他的话意指人名有时与个人特征或职业联系异常紧密，已经不能用巧合解释。例如……食品官员费斯特先生（原名意为肥壮）、律师霍斯崔德先生（原名意指为人精明、善于讨价还价）、产科医师卡尔弗先生（原名意为接生小牛犊的人）……这些究竟纯属偶然，还是正如斯特克尔所说的那样源自姓名暗示，亦或都是“有意义的巧合”？
荣格以包括他在内的知名心理学家为例：“弗洛伊德（意为快乐）先生擅长快乐原则，格哈德·阿德勒（意为老鹰）精通权力意志，荣格（意为年纪小）专攻重生……”
心理学家劳伦斯·卡斯勒（Lawrence Casler）1975年呼吁实证研究职业与姓名相符的频率，确定姓名到底会不会影响职业选择，亦或一切不过“幸运女神的引诱”。他对效应提出三种解释：一、人的自我形象与期望受姓名内在影响；二、姓名在他人口中形成期望，刺激主人达成；三、遗传因素：职业与关系密切的姓氏经家族世代相传。
研究员佩勒姆、米伦伯格、琼斯2002根据卡斯勒的第一种解释深入研究后提出，人类有自我感觉良好的基本欲望，行为受这种本能驱使。这些积极联想自动产生，影响几乎所有涉及自我的情感。根据纯粹所有权效应，人类对拥有的事物印象更好。研究人员据此提出，人类会对与关系自我的事物产生感情，姓名也不例外。这种下意识的本能人称“内隐自大”。尤里·西蒙逊认为，内隐自大仅在人几乎完全不在乎各选项差异时有效，对职业这类重大抉择不适用。如果决策风险很小，如挑选慈善机构，那么内隐自大产生影响的可能更大。雷蒙德·斯梅茨提出，如果内隐自大源于自我认同，那么缺乏自尊、自信的人很可能立场不受自我影响，甚至可能与内隐自大截然相反。他的理论已获实验室证实。

### 实证研究

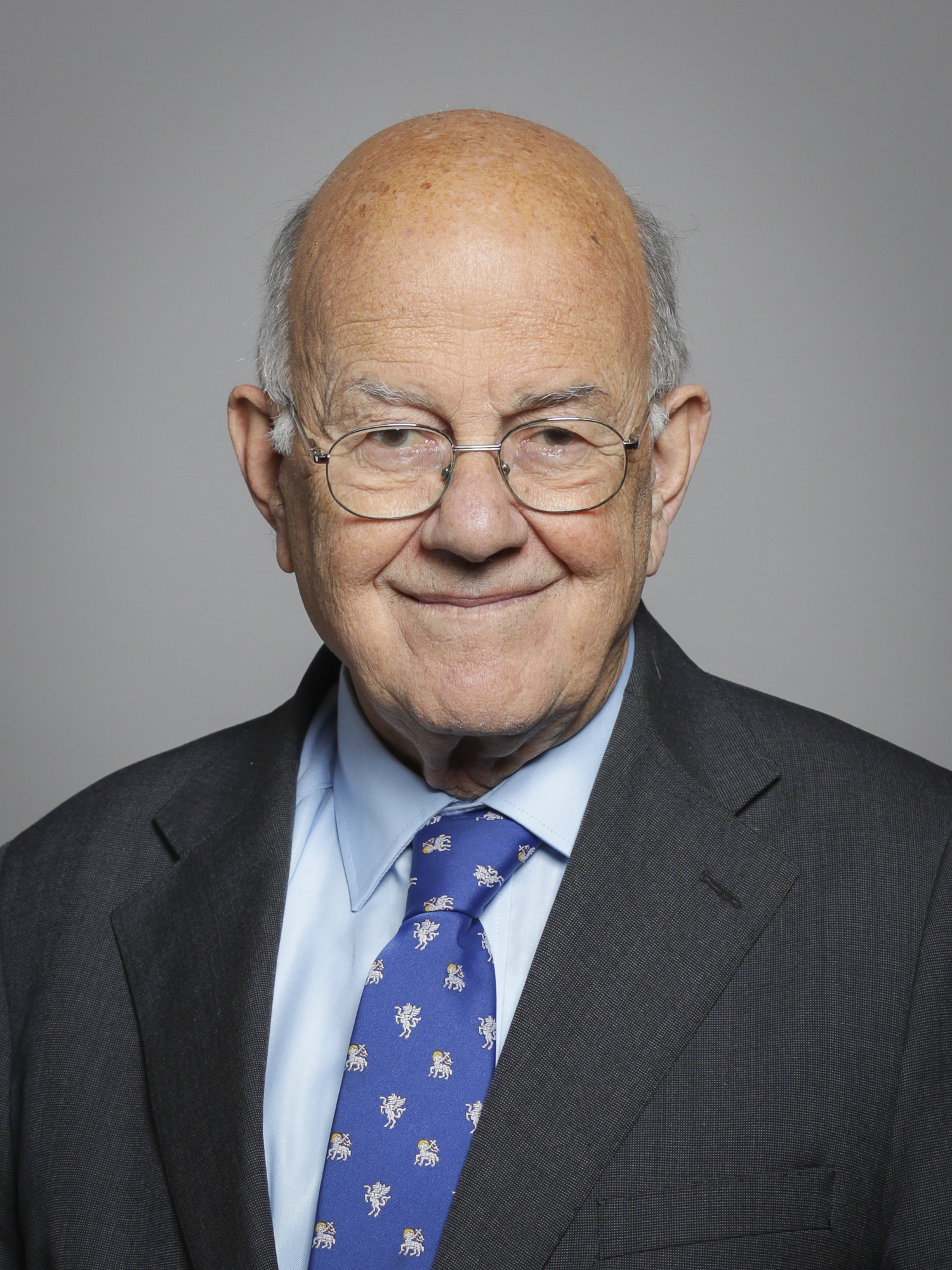
退休法官伊戈尔·贾奇

姓名与工作契合的人对当年职业选择说法不一。前英格蘭及威爾斯首席法官伊戈爾·賈奇自称小时候没听过任何人说他注定要当法官，“可以肯定，我的情况纯属巧合，我没发现任何迹象与此抵触。”詹姆斯·康塞尔与父亲、兄弟姐妹，还有两名远亲都是律师，据称他很小就在家人敦促下立志投身法律事业，压根儿没想过干别的。美国律师苏·姚称多年前许多听过她名字的人劝她当律师，可能对她的决定有影响。斯托姆·菲尔德与父亲弗兰克·菲尔德都是天气预报员，他在父亲影响下走上职业道路，但说不准名字到底有没有影响。心理学教授刘易斯·利普西特一生致力收集标名，上课讲授姓名决定论时学生指出，利普西特教授还研究婴儿吮吸行为，所以也是姓名决定论的例证，利普西特表示“我还真没想到”。英格蘭教會教区牧师迈克尔·维克斯自称姓氏与当教区牧师完全没关系，还称“大家不会根据姓名选职业，有时偏要对着干”。
针对美国牙科从业人员的研究表明，起名“丹尼斯”的男子往往与牙医关系密切:6。哈佛大学研究发现，名字普通的学生辍学率比较低，名字特殊的学生相反。学者认为这可能是因为姓名选择反映父母脾气，反过来影响下一代未来的行为。
姓名与职业相符的人自行报告，科学家认为这些内容虽说有趣，但充当论据的价值有限。姓名影响人生重大决策这种论点非同一般，需要不同凡响的证据支撑。姓名实证不计其数，只选证明论据就等于忽视反证，故有必要分析大量姓名。佩勒姆、米伦伯格、琼斯2002年分析各种包含姓、名、职业、城市、州（国）的数据库，认定起名“丹尼斯”的人往往倾向当牙医。三人在美国牙医数据库检索人名“丹尼斯”并找到482项。他们利用1990年美國人口普查调查起名频率，发现全美叫“丹尼斯”的男子占0.415%，比例最接近的“沃尔特”占0.416%。三人接下来又经检索发现叫“沃尔特”的牙医共有257人，只有“丹尼斯”的一半出头。两相对比证明叫“丹尼斯”的牙医比例特别高。2011年，尤里·西蒙逊发表论文批评佩勒姆等人考虑不周，没计算过去几十年间丹尼斯与沃尔特在婴儿起名阶段的流行程度变化。沃尔特作为人名相对过时，叫沃尔特的人有相当一部分已经退休，故佩勒姆等人不管对比什么工作都会发现丹尼斯比例高。不过，西蒙逊发现名叫丹尼斯的律师数量远超沃尔特，而且“退休”论已经不足以解释。
西蒙逊对早期研究手段的批判分析促使佩勒姆与毛里西奥2015年公布新研究结果，详述新方法如何控制性别、种族、教育变量。他们根据人口普查数据判定从事11种职业的男子姓名契合度偏高，如面包师、木匠、农民。
迈克洛斯2009年公布分析结果，统计英格兰与威尔士登记且姓“康塞尔”的独立大律师人数和两地同姓总人数。“康塞尔”在两地都是非常罕见的姓氏，迈克洛斯原本预计不会找到同姓大律师，但实际找到三人。
2015年，四位同姓利姆的研究员发表论文，探讨姓氏对医学专业的影响。他们统计英国医学总会医疗人员名册的31万3445份记录后认为确有部分姓氏与专业契合，如姓利姆的骨科医生、姓多克特的医务人员。论文指出，与医学或子专业契合的姓名出现频率远超巧合所能解释。契合姓名数量最多的子专业往往解剖位置都有大量英语替代术语（同义词），例如泌尿生殖医学与泌尿外科。部分神經內科医师姓名与医学关联，但与具体专业契合的极少，302例中仅一人符合。利姆四人的研究没有说明任何干扰变量。2010年阿贝尔的研究得出类似结论，他对比医生和律师的姓名，从中寻找代表职业的三字母组合，如代表“医生”（doctor），代表“律师”，发现大量例证。阿贝尔还发现，医生姓氏首字母及其专业的契合度很高，例如雷蒙德氏担任放射科医师的比例明显高于皮肤科。
卡斯勒对姓名决定论提出的第三种解释是遗传因素，研究员沃拉切克、里德、施蒂格尔、斯瓦米2015年公布论证，声称史密斯氏至今仍在体力方面占优，一如他们打铁为生的先祖。史密斯氏在体力方面表现超出人类平均水平，泰勒氏往往在讲究敏捷、灵活的领域显现优势，但比例尚不明显。研究人员认为，遗传对姓名决定论的影响似乎大于内隐自大。

## 扩展阅读
- Krajick, Kevin. . Annals of Improbable Research. 2005, 11 (2): 14–15  [2021-08-05]. doi:10.3142/107951405781748030. （原始内容存档于2021-03-03）.
- Neimi, Richard.  (PDF). Annals of Improbable Research. 2005, 11 (4): 13–14  [2021-08-05]. （原始内容存档 (PDF)于2021-02-25）.
- Rennick, R.M. . Names. 1982, 30 (3): 193–198. doi:10.1179/nam.1982.30.3.193.